# خوزه ارنانی دا روزا
خوزه ارنانی دا روزا (انگلیسی: José Ernâni da Rosa; ۱۷ اکتبر ۱۹۳۹ – ۲۸ فوریهٔ ۱۹۸۶) بازیکن فوتبال اهل برزیل بود.
از باشگاه‌هایی که در آن بازی کرده‌است می‌توان به باشگاه فوتبال پالمیراس و باشگاه فوتبال گرمیو اشاره کرد.